# Ikarus E14
Az Ikarus E14 az Egyedi Autóbuszgyár Kft. első midi kategóriájú távolsági autóbusza. A járművet alapesetben Csepel alvázra gyártották, azonban a kerékfelfüggesztése elavultnak számított, ezért gyártását beszüntették, helyette 1998. január 1-jétől E13 néven kezdtek el gyártani Rába alvázra hasonló paraméterekkel buszokat.

## A típus kialakítása
Karosszériája négyszög keresztmetszetű acélcsövekből készített felépítmény Csepel alvázon. MAN és Cummins motorokkal gyártották. Légkondicionált, 24-28 fő befogadására képes távolsági kivitelű midibusz. 

## Műszaki adatok
- Hosszúság: 7,87 m
- Szélesség: 2,38 m
- Tengelytáv: 3,65 m
- Hasznos terhelés: 2200 kg
- Férőhely: 24-28 fő

## Az Ikarus E14 Magyarországon
Magyarországon nagyon kevés Ikarus E14 van típusú autóbusz van forgalomban. A volánok közül a Körös Volán, Tisza Volán, Somló Volán és a Kunság Volán (ma Volánbusz) rendelkezik ilyen típusú autóbusszal. Magánvállalkozóknál is csak kis számban található.